# Thelypteris guadalupensis
Thelypteris guadalupensis là một loài thực vật có mạch trong họ Thelypteridaceae. Loài này được (Wikstr.) Proctor miêu tả khoa học đầu tiên năm 1953.